# 6128 Lasorda
6128 Lasorda este un asteroid din centura principală de asteroizi.

## Descriere
6128 Lasorda este un asteroid din centura principală de asteroizi. A fost descoperit pe 3 iunie 1989 la Observatorul Palomar de Eleanor Francis Helin. Asteroidul prezintă o orbită caracterizată de o semiaxă mare de 2,65 ua, o excentricitate de 0,19 și o înclinație de 4,2° în raport cu ecliptica.